# Arcizans-Dessus

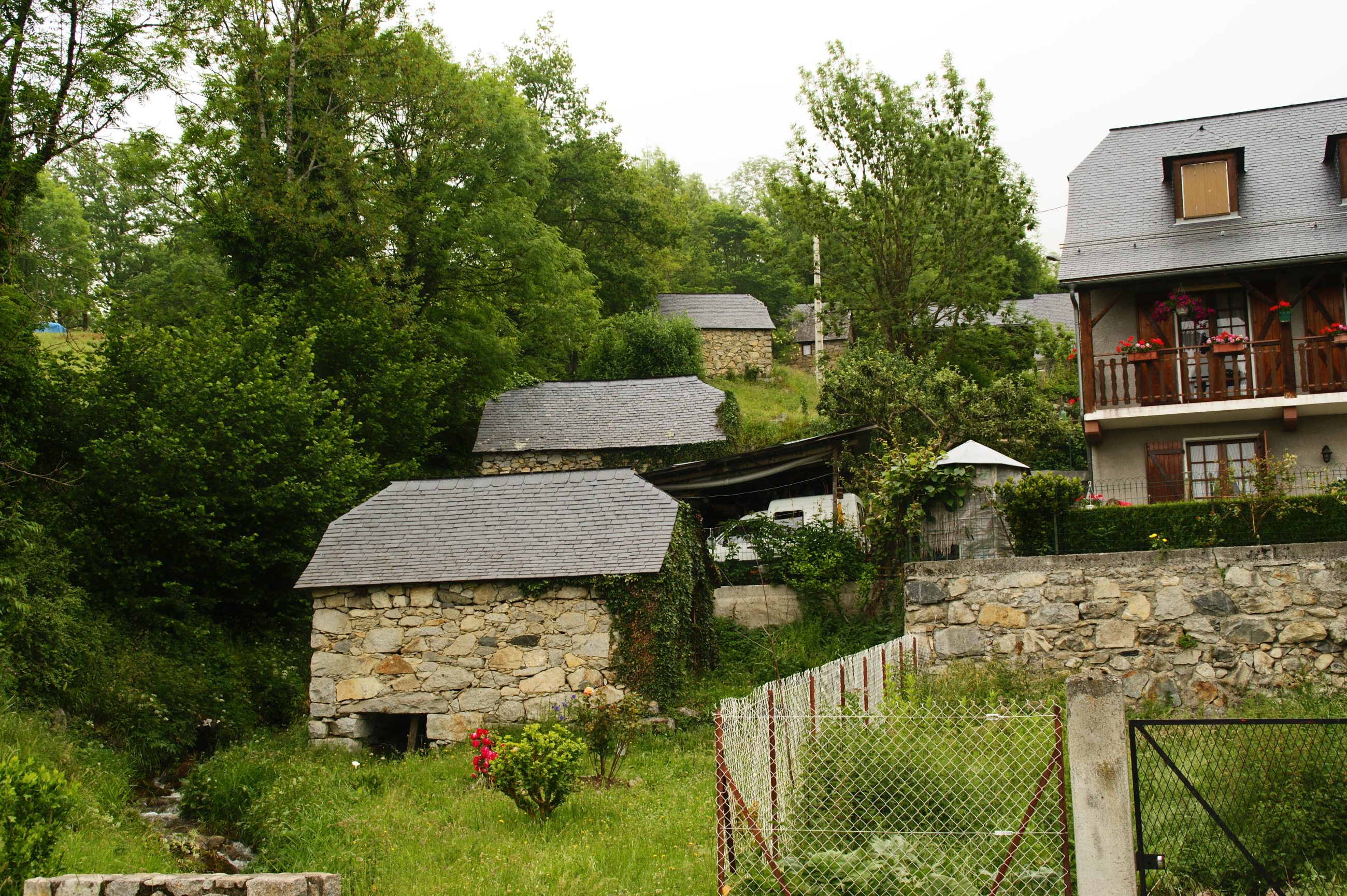
Arcizans-Dessus

Arcizans-Dessus è un comune francese di 110 abitanti situato nel dipartimento degli Alti Pirenei nella regione dell'Occitania.

## Società

### Evoluzione demografica
Abitanti censiti